# Chichesterská katedrála

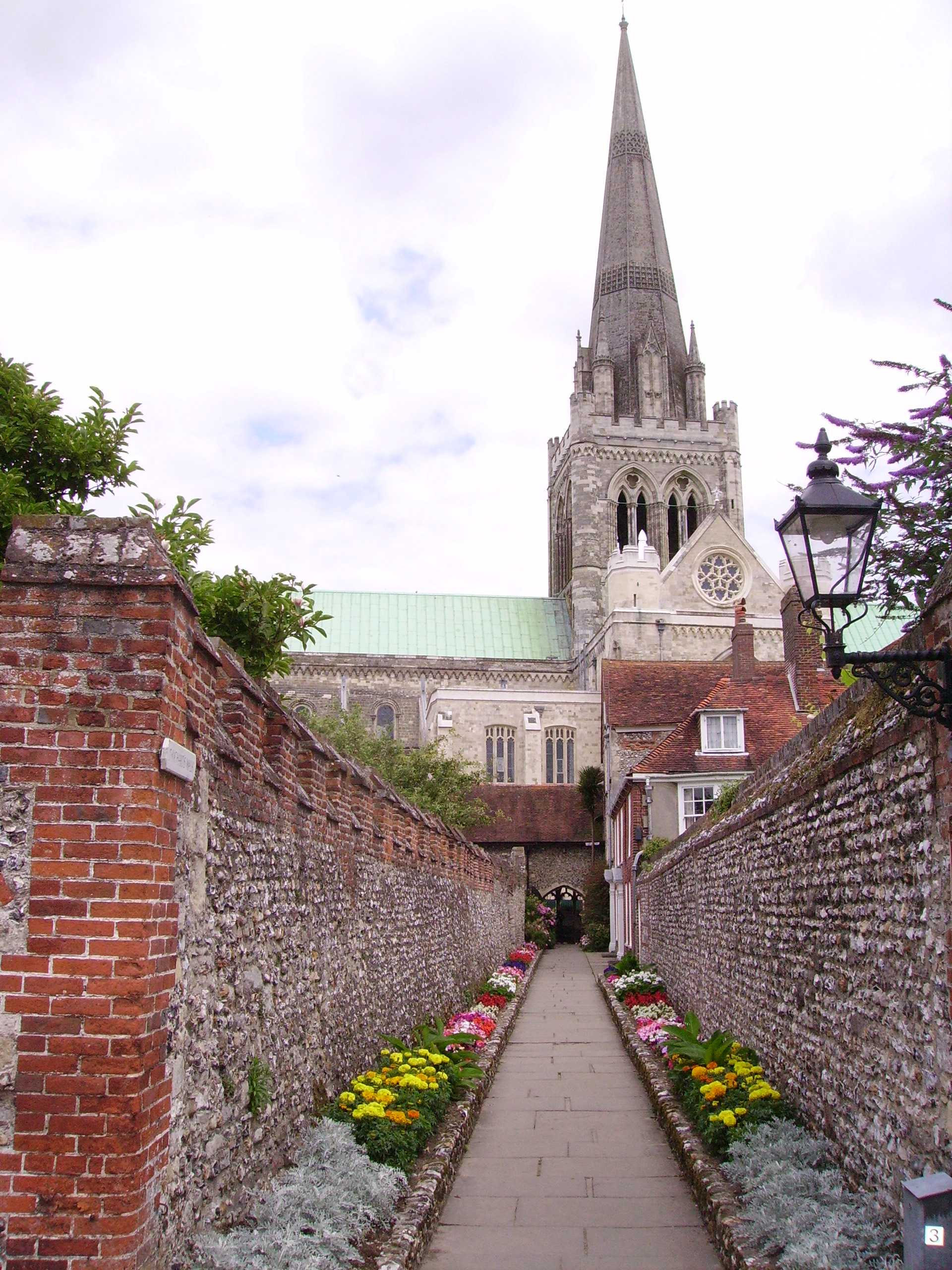
Chichesterská katedrála

Chichesterská katedrála je anglikánská katedrála nacházející se v anglickém městě Chichester. Pochází z roku 1075. Její zvláštností je to, že její zvonice je postavena jako samostatná věž.
Katedrála byla založena roku 1075, kdy bylo do Chichesteru přestěhováno sídlo biskupství z nedalekého Selsey. Byla vysvěcena roku 1108 ale následný požár vyvolal potřebu částečné rekonstrukce, která byla dokončena roku 1184. Další dostavba byla realizována roku 1199. Po dalším požáru v 16. století byla dostavěna v stylu rané anglické gotiky. Věž, původně postavená ve 14. století, byla opravena v 17. století Cristopherem Wrenem roku 1721. Na její stavbu byl použit místní nekvalitní kámen, což způsobilo roku 1861 její zboření. Bezprostředně nato byla opravena Georgem Gilbertem Scottem a vypíná se do výše 82 metrů.
Mezi zajímavosti katedrály patří mimo jiné zdvojená postranní loď, zbytky římské mozaikové dlažby pozorovatelné skleněným oknem, umístění zvonice do samostatné věže mimo katedrálu a to, že je to jediná katedrála viditelná z moře. V katedrále se také nachází několik moderních uměleckých děl, například tapisérie Johna Pipera, okno od Marca Chagalla a obraz Grahama Sutherlanda. Nemocnice a chudobinec Svaté Marie, který je spojen s katedrálou a pochází ze 13. století, je považován za jeden z nejstarších v Anglii.